# Callaly
 (février 2024).
Callaly est une paroisse civile et un village du Northumberland, en Angleterre. La population de la paroisse civile au recensement de 2011 était de 235 habitants.

## Patrimoine
- Château de Callaly.